# Ирвингтон (Њу Џерзи)
Ирвингтон (енгл. Irvington) град је у америчкој савезној држави Њу Џерзи.

## Демографија
По попису из 2000. године број становника је 60.695.
| Група             | 2000.          | 2010.    |
| Белци             | 3.465 (5,7%)   | 0 (0,0%) |
| Афроамериканци    | 49.566 (81,7%) | 0 (0,0%) |
| Азијати           | 669 (1,1%)     | 0 (0,0%) |
| Хиспаноамериканци | 5.086 (8,4%)   | 0 (0,0%) |
| Укупно            | 60.695         | 0        |